# Mitogaku
Mitogaku (水戸学, escola Mito) refere-se a uma escola dos estudos históricos e xintoístas japoneses que surgiram no Domínio de Mito, atual província de Ibaraki.
A escola teve a sua génese em 1657, quando Tokugawa Mitsukuni (1628-1700), segundo Daimyō de Mito, encomendou a compilação do Dai Nihon-shi (História do Grande Japão). Vários estudiosos reuniram-se para a elaboração do projeto, entre os quais Asaka Tanpaku (1656-1737), Sassa Munekiyo (1640-1698), Kuriyama Senpō (1671-1706), e Miyake Kanran (1673-1718). A abordagem fundamental do projeto foi Neo-confucionista, com base na visão de que o desenvolvimento histórico segui leis morais. Tokugawa Mitsukuni acreditava que o Japão, enquanto nação que tinha sido por muito tempo governado sob o domínio unificado do imperador, era um exemplar perfeito de uma "nação", como entendido no pensamento sinocêntrico. Dai Nihon-shi creditou que a história do Japão fosse governada por imperadores  enfatizando o respeito pela corte imperial e pelas divindades xintoístas. A fim de registar fatos históricos, os historiadores da escola reuniram fontes históricas locais, compilando frequentemente as suas próprias obras históricas no processo. Inicialmente, a escola Mitogaku estava focada em historiografia e trabalhos académicos.
Por volta do final do século XVIII, Mitogaku veio para tratar de questões sociais e políticas contemporâneas, dando início à era da Mitogaku Tardia. O nono líder do clã Mito, Nariaki Tokugawa (1800-1860), expandiu Mitogaku estabelecendo Kōdōkan como a escola do clã. Além de confucionista e do pensamento kokugaku, a escola também absorveu o conhecimento de medicina, astronomia e outras ciências naturais.